# Knappa

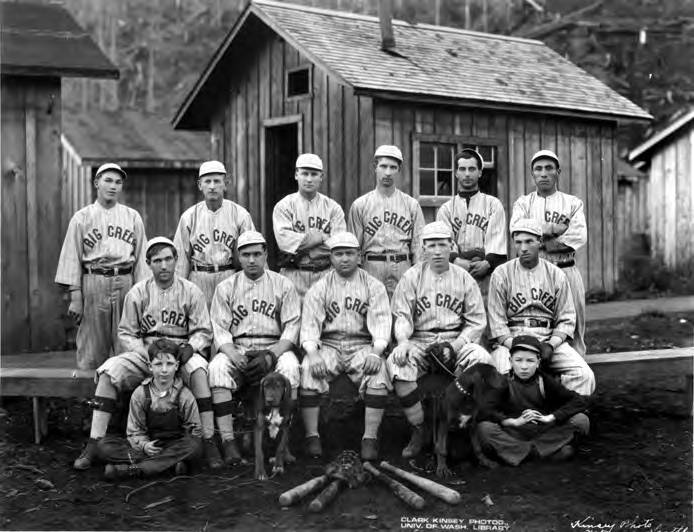
A Big Creek Logging Company baseballcsapata 1918 körül

Knappa az Amerikai Egyesült Államok északnyugati részén, Oregon állam Clatsop megyéjében elhelyezkedő statisztikai település. A 2020. évi népszámlálási adatok alapján 1007 lakos van.
Névadója ifj. Aaron Knapp telepes. A posta 1872 és 1943 között működött. A településen egy általános és egy középiskola található.

## Fordítás
- Ez a szócikk részben vagy egészben  a   Knappa, Oregon című angol Wikipédia-szócikk ezen változatának fordításán alapul.  Az eredeti cikk szerkesztőit annak laptörténete sorolja fel. Ez a jelzés csupán a megfogalmazás eredetét és a szerzői jogokat jelzi, nem szolgál a cikkben szereplő információk forrásmegjelöléseként.